# Збагачувальне устаткування
Збагачувальне устаткування (рос. оборудование обогатительное, англ. equipment for mineral processing, нім. Ausrüstung f für die Mineralaufbereitung) — машини і механізми, що призначені для виконання підготовчих, основних і допоміжних виробничих (технологі-чних) процесів на збагачувальній фабриці. Зокрема до У.з. належить устаткування для усереднення (перекидачі, бункери, конвеєри, живильники тощо), устаткування для дроблення і подрібнення мінеральної сировини (дробарки, млини, дезінтегратори тощо), грохочення (грохоти) і класифікації, дешламації, власне збагачувальне устаткування (відсаджувальні машини та флотомашини, важкосередовищні, магнітні, електричні та ін. сепаратори, гідроциклони тощо), устаткування зневоднювальне, а також устаткування для брикетування і грануляції.